# Witwe für ein Jahr
Witwe für ein Jahr (1998, Originaltitel: A Widow for One Year) ist der neunte Roman des US-amerikanischen Schriftstellers John Irving und sein erster, in dem eine Frau die Hauptrolle spielt. Die Übersetzung stammt von Irene Rumler.

## Handlung
Erzählt wird die Geschichte der Schriftstellerin Ruth Cole während dreier Wendepunkte in ihrem Leben:
- Sommer 1958, als sie gerade vier Jahre alt ist und ihre Eltern im Begriff sind, sich zu trennen,
- Frühjahr 1990, als sie eine erfolgreiche Schriftstellerin ist, und
- Herbst 1995, als sie sich als 41-jährige Mutter und Witwe das erste Mal wirklich verliebt.

### Sommer 1958
Sommer 1958. Ruthie ist die Tochter von Ted und Marion Cole. Ted ist Kinderbuchautor und Illustrator seiner eigenen Werke, zudem malt und zeichnet er Akte von Müttern. Marion ist eine äußerst attraktive Schönheit, die seit dem Tod der beiden ersten Kinder in sich gekehrt lebt. Die Ehe ist zerrüttet, Ted trinkt und hat Affären mit seinen Modellen, während Marion, in der Vergangenheit lebend, sich für eine schlechte Mutter gegenüber Ruthie hält, da sie ihre ganze Liebe für die verstorbenen Söhne aufgebraucht hat. Ted, der sich von Marion trennen will, hat ein Apartment gemietet, das die Eltern abwechselnd nutzen, während sich der andere Elternteil um Ruthie kümmert.
Der sechzehnjährige Schüler Eddie O’Hare, der einen Ferienjob als Assistent des Schriftstellers Ted Cole antreten soll, kommt in jenem Sommer in das Haus der Coles, das voller Bilder der verstorbenen Söhne ist. Bald schon ist ihm klar, dass Ted ein besserer Vater für seine Tochter ist, als Marion eine Mutter. Ted intrigiert gegen seine Frau. Eddie wurde vor allem engagiert, um dafür zu sorgen, dass Marion einen Seitensprung begeht, damit Ted das alleinige Sorgerecht für Ruthie erhält. Dabei zielt Ted auf die Ähnlichkeit Eddies mit seinen Söhnen ab. Eddie verliebt sich prompt in Marion und hat eine Affäre mit ihr.
Das Intrigenspiel nimmt seinen Lauf. Ted erreicht zwar sein Ziel des Seitensprungs von Marion. Doch diese dreht den Spieß um, indem sie, mit unbekanntem Ziel, ihre Familie verlässt und alle Bilder der Söhne mitnimmt, da sie der Meinung ist, dass Ted mit Ruthie sein Kind hat, während ihre Söhne mehr ihre Kinder waren. Dadurch und durch den Umstand, dass Ted noch nie von einer Frau verlassen wurde, verletzt sie ihn tief in seinem Stolz. Vor allem für Eddie ist dieser Sommer ein Chaos der Gefühle. Seine große Liebe ist weg und er ist fortan auf ältere Frauen fixiert.

### Frühjahr 1990
Im Frühjahr 1990 treffen Eddie und Ruth wieder aufeinander. Eddie, ein mäßig erfolgreicher Schriftsteller, kündigt Ruth auf einem ihrer Leseabende an. Der einzige Punkt, der beide verbindet, ist die Sehnsucht nach Marion, wobei Eddie immer noch seiner unsterblichen Liebe nachtrauert, Ruth hingegen die Frau kennenlernen will, die ihr Kind verlassen hat.
Ruth ist inzwischen eine international erfolgreiche Autorin. Sie hat eine unregelmäßige Beziehung zu ihrem Vater Ted, dessen Erfolg nach und nach verblasste, der aber gut von seinen früheren Erfolgen lebt. Ihre beste Freundin seit ihren College-Tagen ist Hannah, eine Journalistin. Ruth hat, nach einer Reihe von Enttäuschungen, eine von ihrer Seite aus eher platonische Liebesbeziehung zu ihrem Lektor Allan, der die Beziehung jedoch intensivieren möchte und ihr einen Heiratsantrag macht.
Eddie hat Bücher von einer Autorin entdeckt, die sich Alice Somerset nennt. Er ist überzeugt davon, dass Marion Cole diese Bücher geschrieben hat und zeigt sie Ruth. Obwohl Ruth dadurch die Adresse ihrer Mutter herausfinden kann, wartet sie darauf, dass Marion sich meldet.
Für eine Werbetour reist Ruth in diesem Frühjahr nach Europa. Am Ende der Tour ist sie in Amsterdam und wird durch Zufall, bei Recherchen für ein neues Buchprojekt über Prostituierte, Zeugin eines Mordes. Anonym lässt sie der Polizei ein Beweisstück zukommen und fliegt in ihre Heimat zurück. Nach ihrer Rückkehr heiraten Ruth und Allan und bekommen ein Kind. Doch die Ehe ist nur von kurzer Dauer. Allan stirbt wenige Jahre später eines natürlichen Todes und Ruth ist Witwe.

### Herbst 1995
Der Amsterdamer Polizist Harry, der vor wenigen Jahren den Mord an der Prostituierten untersuchte, steht vor seiner Pensionierung. Ihn wurmt der Umstand, dass der Mord zwar aufgeklärt, aber die anonyme Zeugin nie bekannt wurde. Daher untersucht er nochmals den Fall und meint, in Ruth Cole die unbekannte Zeugin zu erkennen. Harry, der zufällig ein Fan der Schriftstellerin Cole ist, kommt unter anderem darauf, weil das letzte Buch von Ruth in Einzelheiten das Zimmer der ermordeten Prostituierten Rooie beschreibt.
Ruth ist seit einem Jahr Witwe. Erst jetzt schreiben sie und Eddie an Marion, aber sie antwortet nicht.
Hannah und inzwischen auch Eddie sind Ruths engster Freundeskreis. Ted ist verstorben (Selbstmord) und Ruth und Eddie warten nach wie vor darauf, dass Marion zurückkommt. Ruth und Harry treffen sich auf ihrer Promotiontour für ihren neuen Roman wieder. Harry führt Ruth in das Rotlichtviertel, um sie den Prostituierten gegenüberzustellen, die sie damals gesehen haben. Ruth erzählt ihm von dem Mord. Beide verlieben sich ineinander und heiraten. Auch Eddie wird auf seine alten Tage hin noch glücklich: Nach der Hochzeit taucht Marion wieder auf und plant, zusammen mit Eddie in Teds Haus zu ziehen.

## Erfolg
Das Buch stand 19 Wochen lang im Jahr 1999 auf dem Platz 1 der Spiegel-Bestsellerliste.

## Kritik und Trivia
Eine Tragikomödie, die auch wieder von Irvings Thema des unüberwindbaren Verlusts eines Kindes handelt. Zugleich eine vielschichtige Liebesgeschichte und eine Geschichte über das Erwachsenwerden.
Aus der im zweiten Teil des Buches erzählten Kindergeschichte Ein Geräusch, wie wenn einer versucht, kein Geräusch zu machen erstellte Irving 2003 sein erstes Kinderbuch mit Zeichnungen von Tatjana Hauptmann.
2004 wurde der erste Teil zudem unter dem Titel The Door in the Floor – Die Tür der Versuchung (Originaltitel: The Door in the Floor) mit Jeff Bridges und Kim Basinger in den Hauptrollen verfilmt.